# Epiphyllum
Epiphyllum er en slægt med ca. 20 arter, som er udbredt i Mellemamerika, Sydamerika og på de caribiske øer. De fleste er epifytter, men nogle vokser også nede på jorden. Det er buske med en uregelmæssigt forgrenet og opret, klatrende eller hængende vækst, som ofte danner luftrødder. De ældre skud er glatte og runde og oftest helt tornløse, mens unge skud er bladagtigt udfladede med en rand, der har afrundede eller spidse tænder. Her ligeledes oftest uden torne. Blomsterne er flade eller tragtformede og sidder endestillet. Ydersiden af bægeret er beklædt med skæl eller hår og børster. Kronrøret har ligeledes blege skæl på ydersiden. De ydre dækblade er hvidlige, gule eller lyst rosenrøde. Blomsterne åbner sig for det meste om natten, hvad der giver anledning til forvekslinger med arter af slægten Selenicereus. Frugterne er aflange og tornløse med små skæl og vorter og med mange, nyreformede frø.
| Beskrevne arter |

- Epiphyllum oxypetalum

| Andre arter |

- Epiphyllum crenatum
- Epiphyllum hookeri
- Epiphyllum phyllanthus